# Enyaliopsis parduspes
Enyaliopsis parduspes är en insektsart som beskrevs av Glenn Jr. 1991. Enyaliopsis parduspes ingår i släktet Enyaliopsis och familjen vårtbitare. Inga underarter finns listade i Catalogue of Life.